# Cornelia Funke
Cornelia Maria Funke (uttal: [ˈfʊŋkə]), född 10 december 1958 i Dorsten, är en tysk författare och illustratör som är mest känd för de tre fantasyböckerna Bläckhjärta, Bläckmagi och Bläckdöd. Under 2005 namngav tidskriften Time henne som en av världens 100 mest inflytelserika personer.